# 岩手県道156号岩明岩谷堂線
岩手県道156号岩明岩谷堂線（いわてけんどう156ごう いわあけいわやどうせん）は、岩手県奥州市を通る一般県道である。

## 概要

### 路線データ
- 起点：奥州市江刺伊手（国道397号交点）
- 終点：奥州市江刺岩谷堂字餅田（国道456号交点）

## 地理

### 通過する自治体
- 奥州市

### 交差する道路
- 国道397号（奥州市江刺伊手、起点）
- 岩手県道251号玉里水沢線（奥州市江刺藤里）
- 国道456号（奥州市江刺岩谷堂、終点）